# レジェンド・オブ・ゾロ
『レジェンド・オブ・ゾロ』（原題：The Legend of Zorro）は、2005年のアメリカ映画。1998年の『マスク・オブ・ゾロ』の続編。
マーティン・キャンベル監督、ウォルター・F・パークス、ローリー・マクドナルド、ロイド・フィリップス製作、ジェームズ・ホーナー音楽、ロベルト・オーチーとアレックス・カーツマン脚本の西部劇冒険映画。アントニオ・バンデラスとキャサリン・ゼタ＝ジョーンズが主人公とその配偶者エレナを再演し、ルーファス・シーウェルが悪役アルマン伯爵を演じる。

## ストーリー
カリフォルニア州がアメリカ合衆国の31番目の州になるために投票するとき、ジェイコブ・マクギブンスはそれを妨害しようとした。そこへ民衆のヒーロー・ゾロが現れ、投票を助けようとする。だが、ゾロの正体であるアレハンドロは、息子のホアキンのためにヒーローを引退すると妻のエレナに約束していた。しかしアレハンドロはその約束を破ってゾロとしての活動を続ける。

## 登場人物
アレハンドロ・デ・ラ・ベガ / ゾロ
演 - アントニオ・バンデラス
民衆のヒーロー。正体は地元の名士。元盗賊。ヒーローとしての自分に自信を持っているが妻からは理解してもらえず家族の不和になるなど立場は複雑。
エレナ・デ・ラ・ベガ
演 - キャサリン・ゼタ＝ジョーンズ
ゾロの妻。剣の腕前は一流。ゾロの活動を危ないと思い心配しており、それが発端で喧嘩をすることもある。
アルマン伯爵
演 - ルーファス・シーウェル
フランス人の貴族。正体はアメリカ撲滅をたくらむ秘密結社の首謀者。
ジェイコブ・マクギブンス
演 - ニック・チンランド
悪事を繰り返す盗賊団のリーダー。
ホアキン・デ・ラ・ベガ
演 - アドリアン・アロンソ
アレハンドロとエレナの息子。父親には生意気な態度をとることもあるが父が殴られた際には激昂するなど本心では慕っている。年不相応の運動神経を持ち、それなりに戦闘に慣れているであろう大人二人を相手に互角に渡り合った。
フレイ・フェリペ
演 - ジュリオ・オスカー・メチョソ
神父。神父でありながらも酒を飲む。
ブランカ・コルテス
演 - ジョヴァンナ・ザカリアス
ギエルモの妻。

## キャスト
| 役名                              | 俳優                         | 日本語吹替 | 日本語吹替   |
| 役名                              | 俳優                         | ソフト版   | 日本テレビ版 |
| --------------------------------- | ---------------------------- | ---------- | ------------ |
| アレハンドロ・デ・ラ・ベガ / ゾロ | アントニオ・バンデラス       | 大塚明夫   | 大塚明夫     |
| エレナ・デ・ラ・ベガ              | キャサリン・ゼタ＝ジョーンズ | 日野由利加 | 沢海陽子     |
| アルマン伯爵                      | ルーファス・シーウェル       | 森田順平   | 山路和弘     |
| ジェイコブ・マクギブンス          | ニック・チンランド           | 原康義     | 土師孝也     |
| ホアキン・デ・ラ・ベガ            | アドリアン・アロンソ         | 海鋒拓也   | 矢島晶子     |
| フレイ・フェリペ神父              | ジュリオ・オスカー・メチョソ | 野島昭生   | 岩崎ひろし   |
| パイク                            | シュラー・ヘンズリー         | 石住昭彦   |              |
| ハリガン                          | マイケル・エマーソン         |            |              |
| ライリー知事                      | ペドロ・アルメンダリス       | 中庸助     |              |
| ブランカ・コルテス                | ジョヴァンナ・ザカリアス     | 小林さやか |              |

- 日本テレビ版：初回放送2008年5月16日『金曜ロードショー』 21:03-23:09

## スタッフ
- 監督：マーティン・キャンベル
- 原案：ロベルト・オーチー、アレックス・カーツマン、テッド・エリオット、テリー・ロッシオ
- 視覚効果スーパーバイザー：ケント・ヒューストン
- プロダクションデザイン：セシリア・モンティエル
- 衣装デザイン：グラシエラ・マゾン